# Seznam chráněných území v okrese Náchod
Toto je seznam chráněných území v okrese Náchod.
| Kód  | Obrázek                                         | Typ  | Název                           | Rozloha (ha) | Galerie Commons                                                                   | Popis území | Souřadnice                       |
| ---- | ----------------------------------------------- | ---- | ------------------------------- | ------------ | --------------------------------------------------------------------------------- | --- | -------------------------------- |
| 2401 | Adršpašskoteplické skály                        | NPR  | Adršpašsko-teplické skály       | 1 712        | Kategorie „Adršpašskoteplické skály“ na Wikimedia Commons                         | Rozlehlé skalní město budované turonskými pískovci | 50°35′56″ s. š., 16°6′50″ v. d.  |
| 2404 | Pramen Haničky, Babiččino údolí                 | NPP  | Babiččino údolí                 | 334,23       | Kategorie „Babiččino údolí“ na Wikimedia Commons                                  | Ochrana přírody a krajinného rázu místa kulturně významného | 50°26′12″ s. š., 16°2′35″ v. d.  |
| 2422 | Borek celkový pohled                            | PP   | Borek                           | 4,67         | Kategorie „Borek (natural monument)“ na Wikimedia Commons                         | Geomorfologicky zajímavé území kvádrových pískovců Lysého vrchu s příkrou skalní stěnou, vysokým balvanitým osypem a na ně vázaných fragmentů specifických společenstev - reliktních borů a vegetace silikátových skal a drolin | 50°35′48″ s. š., 16°9′9″ v. d.   |
| 2430 | Broumovské stěny                                | NPR  | Broumovské stěny                | 557,39       | Kategorie „Broumovské stěny“ na Wikimedia Commons                                 | Rozsáhlé pískovcové skalní město, místy zachované smíšené porosty | 50°31′58″ s. š., 16°18′31″ v. d. |
| 62   | Broumovsko                                      | CHKO | Broumovsko                      | 41 000       |                                                                                   | Ochrana a postupná obnova hodnot krajiny, jejího vzhledu a jejích typických znaků a vytvoření a rozvíjení ekologicky optimálního systému všestranného využívání krajiny a jejích přírodních zdrojů v oblasti. K typickým znakům oblasti náleží zejména její povrchové utváření, včetně vodních ploch a toků, její rostlinstvo a volně žijící živočišstvo                         | 50°32′50″ s. š., 16°17′28″ v. d. |
| 5736 | Pohled na lokalitu                              | PP   | Březinka                        | 155,73       | Kategorie „Březinka (natural monument)“ na Wikimedia Commons                      | Ochrana evropsky významných typů stanovišť: extenzivních sečených luk nížin až podhůří, bučin asociace Luzulo-Fagetum, bučin asociace Asperulo-Fagetum a smíšených jasanovo-olšových lužních lesů temperátní a boreální Evropy | 50°24′54″ s. š., 16°11′21″ v. d. |
| 2489 | Dubno                                           | PR   | Dubno – Česká Skalice           | 86,19        | Kategorie „Dubno (nature reserve)“ na Wikimedia Commons                           | Starý dubový porost, slatinné louky a rybník | 50°24′11″ s. š., 16°4′16″ v. d.  |
| 3413 | Farná stráň z ptačí perspektivy                 | PR   | Farní stráň                     | 13,69        |                                                                                   | Jedlové a klenové bučiny s typickou zvířenou a květenou, balvaniště a skalní výchozy se specifickými rostlinnými a živočišnými společenstvy | 50°29′14″ s. š., 16°16′38″ v. d. |
| 5819 | Letecký pohled na les Halín a okolí             | PP   | Halín                           | 160,83       | Kategorie „Halín“ na Wikimedia Commons                                            | Zachování cenných biotopů, které jsou předmětem ochrany - přirozené eutrofní vodní nádrže s vegetací typu Magnopotamion nebo Hydrocharition a dubohabřiny asociace Galio-Carpinetum a vytvoření vhodných podmínek pro existenci stabilních populací kuňky ohnivé a střevíčníku pantoflíčku a dalších zvláště chráněných druhů obojživelníků, např. čolka velkého, čolka horského | 50°19′19″ s. š., 16°8′13″ v. d.  |
| 176  | Sluj Českých bratří                             | PP   | Kočičí skály                    | 8,26         | Kategorie „Kočičí skály“ na Wikimedia Commons                                     | Reliéf s geomorfologicky významnými útvary, vyvinutý na kvádrových pískovcích svrchní křídy, a přírodě blízký ekosystém borů se specifickými rostlinnými i živočišnými lesními a skalními společenstvy. | 50°33′53″ s. š., 16°12′41″ v. d. |
| 199  | Skalní útvar                                    | PR   | Křížová cesta                   | 13,72        | Kategorie „Křížová cesta (nature reserve)“ na Wikimedia Commons                   | Reliéf vyvinutý na kvádrových pískovcích svrchní křídy s geomorfologicky významnými útvary, především skalní věže, soutěsky a jeskyně, a přírodě blízký ekosystém borů se specifickými rostlinnými i živočišnými lesními a skalními společenstvy | 50°37′9″ s. š., 16°7′43″ v. d.   |
| 1907 | PP Louky v České Čermné během květnového večera | PP   | Louky v České Čermné            | 3,7437       | Kategorie „Louky v České Čermné“ na Wikimedia Commons                             | Zbytek mokřadních společenstev | 50°23′44″ s. š., 16°13′42″ v. d. |
| 3415 | PP Mořská transgrese                            | PP   | Mořská transgrese               | 0,85         | Kategorie „Mořská transgrese“ na Wikimedia Commons                                | Geologické vrstvy, dokládající svrchnokřídovou záplavu – transgresi moře přes sedimenty triasu, odkryté ve stěně bývalého lomu a rostlinná i živočišná společenstva přírodě blízkého lesa na suťovém svahu | 50°35′58″ s. š., 16°12′27″ v. d. |
| 293  | Ostaš                                           | PR   | Ostaš                           | 30,30        | Kategorie „Ostaš“ na Wikimedia Commons                                            | Geomorfologicky cenné území v kvádrových pískovcích svrchní křídy s přírodovědně významnými formami pískovcového reliéfu | 50°33′32″ s. š., 16°12′22″ v. d. |
| 1895 | Peklo u Nového Města nad Metují                 | PR   | Peklo u Nového Města nad Metují | 319,89       | Kategorie „Peklo u Nového Města nad Metují (nature reserve)“ na Wikimedia Commons | Zachování přirozených a polopřirozených lesních, skalních a vodních společenstev, především společenstev květnatých bučin, bikových bučin, suťových lesů | 50°22′43″ s. š., 16°12′16″ v. d. |
| 3414 | PP Pískovcové sloupky                           | PP   | Pískovcové sloupky              | 0,63         | Kategorie „Pískovcové sloupky“ na Wikimedia Commons                               | Přírodními procesy vymodelované skalní sloupky tvaru přesýpacích hodin ve stěně umělého odkryvu, geomorfologicky pozoruhodný suťový svah se skalními výchozy, rostlinná i živočišná společenstva přírodě blízkého lesa a skal, populace lilie zlatohlavé | 50°32′53″ s. š., 16°10′48″ v. d. |
| 5968 | PP Pod Rýzmburkem v lednu 2019                  | PP   | Pod Rýzmburkem                  | 0,87         | Kategorie „Pod Rýzmburkem“ na Wikimedia Commons                                   | Ochrana a stabilizace populace čolka velkého (Triturus cristatus) a dalších zvláště chráněných druhů obojživelníků (kuňka ohnivá, čolek obecný) | 50°25′55″ s. š., 16°2′48″ v. d.  |
| 5325 | Polické stěny, cesta k Suchému Dolu             | NPP  | Polické stěny                   | 685,71       | Kategorie „Polické stěny“ na Wikimedia Commons                                    | Geomorfologicky ojedinělý útvar Polických stěn tvořený formami pseudokrasového reliéfu v kvádrových pískovcích svrchní křídy | 50°33′52″ s. š., 16°17′29″ v. d. |
| 1716 | Popis obrazku                                   | PP   | Rašelina                        | 2,9490       | Kategorie „Rašelina (natural monument)“ na Wikimedia Commons                      | Zbytek podhorské rašelinné louky s významnou květenou | 50°22′38″ s. š., 16°16′13″ v. d. |
| 5724 | Řeka Metuje                                     | PP   | Stará Metuje                    | 21,84        | Kategorie „Stará Metuje“ na Wikimedia Commons                                     | populace klínatky rohaté včetně jejího biotopu | 50°20′33″ s. š., 15°57′43″ v. d. |
| 5318 | Pohled na lokalitu                              | PP   | Šafránová stráň                 | 0,23         | Kategorie „Šafránová stráň“ na Wikimedia Commons                                  | Populace silně ohroženého šafránu bělokvětého na druhově bohaté svahové louce | 50°32′32″ s. š., 16°16′40″ v. d. |
| 1715 | Stromy na lokalitě v létě                       | PR   | Šestajovická stráň              | 13,53        | Kategorie „Šestajovická stráň“ na Wikimedia Commons                               | Dubohabrový háj s bohatou květenou | 50°20′4″ s. š., 16°1′37″ v. d.   |
| 1714 | Meandry Dědiny                                  | PR   | Zbytka                          | 79,42        | Kategorie „Přírodní rezervace Zbytka“ na Wikimedia Commons                        | Zachování ekosystému lužního lesa, slatin a luk na náplavech Zlatého potoka s výskytem zvláště chráněných druhů rostlin a živočichů | 50°17′46″ s. š., 16°3′44″ v. d.  |
| 2931 | Ražená chodba v dělostřelecké tvrzi Dobrošov    | EVL  | Pevnost Dobrošov                | 2            | Kategorie „Dobrošov (fortress)“ na Wikimedia Commons                              | Lokalita netopýra brvitého (Myotis emarginatus), netopýra velkého (Myotis myotis) a vrápence malého (Rhinolophus hipposideros) | 50°24′9″ s. š., 16°12′9″ v. d.   |
| 2911 | Pevnost Josefov                                 | EVL  | Josefov - pevnost               | 41,4         | Kategorie „Fortress Josefov“ na Wikimedia Commons                                 | Lokalita vrápence malého (Rhinolophus hipposideros) | 50°20′21″ s. š., 15°55′47″ v. d. |